# The Pinker Tones
I The Pinker Tones sono un gruppo musicale indie pop spagnolo originario di Barcellona e attivo dal 2000.
I loro brani sono inseriti tra l'altro in diversi videogiochi tra cui FIFA 07, FIFA 09 e FIFA 11.

## Formazione
Membri ufficiali
- Mister Furia
- Professor Manso

Membri aggiuntivi live
- DJ Niño

## Discografia
Album
- The Pink Connection (Spagna) (2003/2004)
- Mission Pink (Giappone) (2003/2004)
- The BCN Connection (2004)
- The Million Colour Revolution (2006)
- More Colours! (2007)
- More Colours! (American Edition) (2007)
- Wild Animals (2008)
- Modular (2010)
- Life in Stereo (2012)